# بريكون
بريكون (بالإنجليزية: Brecon)‏ قرية تقع في جنوب مقاطعة باويس وسط ويلز، ويبلغ عدد سكانها نحو 8 آلاف نسمة.

## البلدات التوأمة
- سالين، ميشيغان، الولايات المتحدة
- بلاوبويرن، بادن-فورتمبيرغ، ألمانيا (بلاوبويرن متوأمة مع بريكنوكشير وهي منطقة من باويس، بدلاً من بلدة بريكون.)
- Gouesnou، بريتاني، فرنسا

## أعلام
- إرنست هوارد غريفيث
- إدوارد ستافورد
- روجر غلوفر
- جلين ماثياس
- أديلينا باتي
- جون توماس